# Suspiros de España (pel·lícula)
Suspiros de España és una pel·lícula musical espanyola coproduïda amb Alemanya, dirigida per Benito Perojo el 1939 i protagonitzada per Estrellita Castro i Miguel Ligero. En el seu moment, va ser símbol polític del sentiment d'espanyolitat i instrument indiscutible de la propaganda franquista.

## Sinopsi
Una jove bugadera, Dolores, destaca per la seva bonica veu. Llavors es presenta un representant a la recerca d'una cantant. El seu padrí (Miguel Ligero) l'anima perquè es dediqui al món de la cançó. Marxa a Cuba per tal de triomfar.

## Repartiment
- Estrellita Castro com Soledad.
- Miguel Ligero com a Llampec.
- Roberto Rey com Carlos.
- Concha Catalá com Dolores.
- Alberto Romea com Freddy.
- Pedro Fernández Cuenca com a empresari.
- Fortunato García com a gerent de l'hotel.
- Manuel Pérez com a grum
- José Escandel com a agent artístic.